# Denbigh
Denbigh (Dinbych in het Welsh) is een plaats in Wales, in het bestuurlijke graafschap Denbighshire en in het ceremoniële behouden graafschap Clwyd. De plaats telt 8783 inwoners.

## Geboren
- Henry Morton Stanley (1841-1904), Welsh-Amerikaans-Brits journalist en ontdekkingsreiziger